# Dynastia Dukasów
Dynastia Dukasów – dziewiąta dynastia cesarska panująca w Cesarstwie Bizantyjskim. Członkowie rodu zasiadali na tronie cesarskim w latach 1059-1078.
Dukasi byli jedną z najbardziej znaczących rodzin w Bizancjum. Ciągłość ich pochodzenia, tak jak i ono samo, nie jest jasna. Historycy na ogół uznają istnienie kilku odrębnych grup Dukasów. Późniejsza tradycja (Nikefor Bryennios) mówi, że pojawili się w Bizancjum z kuzynem cesarza rzymskiego Konstantyna. W rzeczywistości, jest bardziej prawdopodobne, że nazwisko pochodzi od wojskowego  rangi duxa. Niektórzy badacze twierdzą, że byli ormiańskiego pochodzenia.
Pierwszy przedstawiciel rodu pojawia się w połowie IX wieku, w czasie regencji cesarzowej Teodory (842-855), kiedy został wysłany do przymusowego nawrócenia Paulicjan. Pierwsza gałąź rodziny osiąga rozgłos na początku X wieku: Andronik Dukas i jego syn Konstantyn Dukas. Obaj byli wojskowymi za panowania cesarza Leona VI Filozofa (886-912). W 904 Andronik wziął udział w nieudanej rebelii, która zakończyła się jego ucieczką do Bagdadu, gdzie został zabity.  Konstantyn zaś odzyskał zaufania władzy i został przywrócony do wysokich stanowisk. Zginął jednak, wraz z synem Grzegorza i bratankiem Michałem, w nieudanym zamachu stanu w czerwcu 913. Rodzina, w osobie Andronika Dukasa była też zaangażowana w latach 976-979 w bunt Bardasa Sklerosa.
Gałąź rodu, która miała ostatecznie osiągnąć tron cesarski wywodziła się z Paflagonii. Konstantyn Dukas (syn Andronika z czasów buntu Bardasa Sklerosa) był w opozycji armii wschodniej przeciw Michałowi VI Stratiotikosowi, poparł Izaaka I Komnena, który mianował go proedrosem. W 1057 uchodził za kandydata do tronu i po abdykacji Izaaka I, mając jego poparcie objął władzę (24 XI 1059). Miał poparcie kręgów administracji cywilnej i dawnych stronników Michała Cerulariusza. Jego drugą żoną była Eudoksja Makrembolitsa, siostrzenica Michała Celariusza. Miał z nią sześcioro dzieci: trzech chłopców i trzy dziewczynki. Władzę otrzymał dzięki staraniom Michała Psellosa, który wysławia go w swojej Kronice. Mianował swego brata Jana cezarem.
Po utracie władzy cesarskiej Dukasi nadal zachowali wpływy na dworze. Konstantyn Dukas mąż Anny Komneny nosił nawet godność cezara. Był przewidziany na następcę tronu do czasu urodzin Jana II Komnena. W wieku XII i XIII nazwisko Dukas nosiły rodziny w jakiś sposób spokrewnione z nimi, aby nadać sobie większy prestiż, np. Jan III Dukas Watatzes.

## Cesarze Bizantyńscy
- Konstantyn X Dukas (1059-1067)
- Eudoksja Makrembolitissa (1067-1068 i 1071)
- Michał VII Dukas (1071-1078)